# Ergavia bogotaria
Ergavia bogotaria är en fjärilsart som beskrevs av Walker 1866. Ergavia bogotaria ingår i släktet Ergavia och familjen mätare. Inga underarter finns listade i Catalogue of Life.